# 바바오요

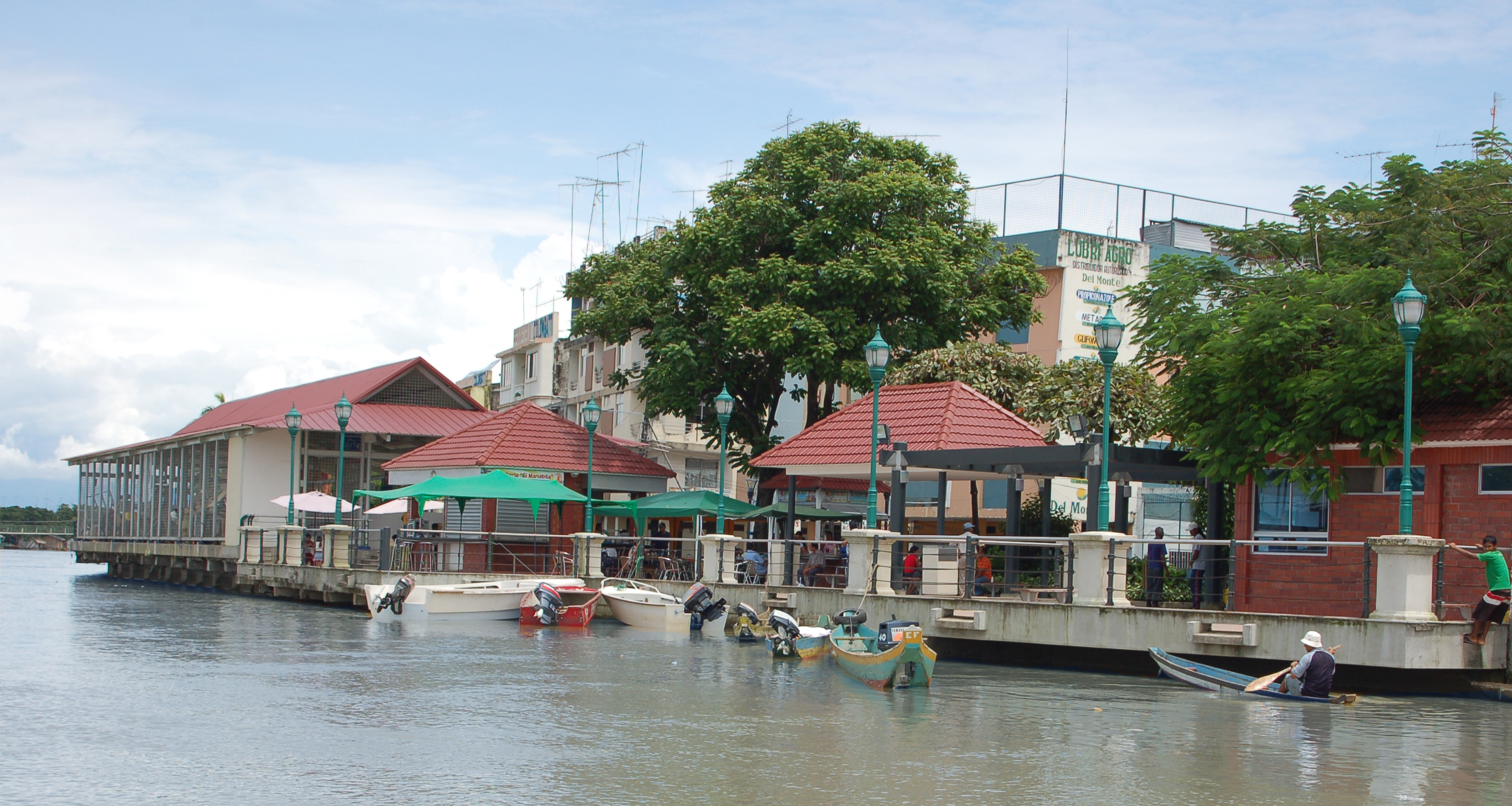

바바오요(스페인어: Babahoyo)는 에콰도르 중부에 위치한 도시로 로스리오스주의 주도이며 면적은 174.58 km2, 높이는 8 m, 인구는 96,956 명(2010년 기준)이다.